# Illya Solomin
Illya Solomin, född 7 maj 1998 i Kiev, Ukraina, är en före detta svensk konståkare som blev svensk mästare inom juniorklassen 2013 och som deltog i konståknings-EM i Budapest år 2014. Solomin blev uttagen i landslaget år 2013. I början av 2021-2022 säsongen avslutade Solomin sin elitsatsning.

## Biografi
Illya Solomin flyttade till Sverige när han var fem och ett halvt år gammal. Solomin är med i föreningen Solna Konståkning och leds av tränaren och koreografen Cecilia Willberg. Han började åka skridskor 2005 men tränade konståkning i Solna först vid 11 års ålder. Debuten kom när Illya Solomin var 15 år gammal och valdes ut till landslaget och tävlade som senior i Europeiska Mästerskapen. Där fick han chansen att se och tävla mot Javier Hernandez från Spanien och Maxim Kovtun från Ryssland.

## Utmärkelser

### Bästa resultat i ISU-tävlingar[7]
Personbästa: 147,62 (JVM 2014)

### Bästa resultat inkl övriga internationella tävlingar, SM och Elitseriefinalen[7]
Personbästa: 160,33 (Junior Nordics 2014)
Säsongsbästa: 160,33 (Junior Nordics 2014)

### Resultat i OS och internationella mästerskap[7]
|                                       | 2014 | 2015 | 2016 |
| ------------------------------------- | ---- | ---- | ---- |
| OS / Olympiska Spelen                 | -    | -    | -    |
| VM / Världsmästerskapen               | -    | -    | -    |
| EM / Europeiska mästerskapen          | 34   | -    | -    |
| JVM / Världsmästerskapen för juniorer | 22   | -    | -    |

### Resultat i ISU Junio Grand Prix[7]
|                  | 2013 | 2014 | 2015 |
| ---------------- | ---- | ---- | ---- |
| Tallinn Cup      | 14   | -    | -    |
| Nagoya TV Cup    | -    | 12   | -    |
| Croatia Cup      | -    | 11   | 20   |
| Samlad Placering | 65   | 48   | 45   |

### Resultat i nationella tävlingar inkl mästerskap och Elitseriefinalen[7]
|                                   | 2011 | 2012 | 2013 | 2014   | 2015 | 2016 |
| --------------------------------- | ---- | ---- | ---- | ------ | ---- | ---- |
| RM (Pojkar 13)                    | -    | -    | -    | -      | -    | -    |
| USM (Pojkar 15)                   | 5    | 2    | -    | -      | -    | -    |
| SM / Svenska mästerskapen         | -    | -    | -    | -      | -    | 2    |
| JSM / Svenska mästerskapen junior | -    | -    | -    | 1      | 1    | -    |
| ESF Seniorer                      | -    | -    | -    | -      | -    | -    |
| ESF Juniorer                      | -    | -    | -    | brutit | -    | -    |
| ESF Ungdom                        | -    | -    | 2    | 1      | -    | -    |